# Audoflède
Titre
Reine des Ostrogoths
Audoflède, ou Audofledis, qui signifie beauté autoritaire (née vers 470 et morte vers 534), est une princesse franque, fille de Childéric Ier (mort en 481) et de la reine Basine de Thuringe. Elle fut la sœur de Clovis Ier et, en tant que femme de Théodoric le Grand, reine du Royaume ostrogoth.

## Biographie
À une date qu'il convient de situer entre 481 et 492, Théodoric le Grand (471-526), roi Ostrogoth d'Italie envoie une ambassade auprès de Clovis Ier, roi des Francs pour solliciter son mariage avec Audoflède. Une manière pour lui de forger une alliance susceptible de dissuader les Burgondes, qui menacent son territoire, d'attaquer l'Italie. L'affaire conclue, Audoflède part pour Ravenne où elle épouse le roi Ostrogoth en 493. La princesse franque, qui était païenne avant son mariage, fut baptisée par un évêque arien et vit dans l'ancien palais impérial de Ravenne.
Audoflède est la sœur de Clovis Ier, roi des Francs, et a deux sœurs, Alboflède et Lantilde ou Lantechilde. Clovis avait beaucoup d'affection pour ses sœurs et était peiné par le départ de sa sœur pour Ravenne. Cette politique d'alliance de Théodoric avec les Francs se poursuivit avec l'ensemble des royaumes Barbares de l'Ouest, grâce aux mariages de ses filles avec les rois des Burgondes, des Vandales et des Wisigoths.
Théodoric et Audoflède ont une fille, Amalasonte, qui épouse Eutharic et en a deux enfants, dont Athalaric. En 526, à la mort de son époux, Audoflède reste à la cour de Ravenne près de sa jeune fille Amalasonte qu'elle souhaite remarier à un membre d'une famille royale. Mais selon Grégoire de Tours, Amalasonte s'enfuit avec un de ses serviteurs, Traguilan. Audoflède entre dans une grande fureur et envoie une troupe armée à la recherche de sa fille. Les soldats étranglent Traguilan, battent la princesse et la ramènent à la cour.
Amalasonte est mariée à Eutharic, avec lequel elle conçoit en 516 Athalaric, jeune héritier du trône. Après la mort de Théodoric le Grand en 526 et jusqu'en 534, Audoflède règne alors en tant que reine-mère des Ostrogoths. Audoflède meurt de manière suspecte à la fin d'un repas à la suite d'un rite arien, en buvant dans un calice, et le second mari d'Amalasonte, Théodat, fait courir le bruit qu'Amalasonte est responsable de la mort suspecte de sa mère et fait exiler son épouse avant de la faire assassiner.

## Sources
- Grégoire de Tours, Histoire des Francs.